# Sentimental Journey
Sentimental Journey je první sólové studiové album anglického hudebníka Ringo Starra. Vydáno bylo v březnu roku 1970 společností Apple Records. Nahráváno bylo v různých studiích během října až prosince 1970 a znovu ledna až března 1971 a producentem byl George Martin. Přestože již dříve vydali dva členové The Beatles (John Lennon a George Harrison sólová alba, toto je prvním písňovým albem člena této kapely (v případě Lennona a Harrisona šlo o avantgardní nahrávky). Deska je celá složená z coververzí.

## Seznam skladeb
1. Sentimental Journey – 3:26
2. Night and Day – 2:25
3. Whispering Grass (Don't Tell the Trees) – 2:37
4. Bye Bye Blackbird – 2:11
5. I'm a Fool to Care – 2:39
6. Stardust – 3:22
7. Blue, Turning Grey Over You – 3:19
8. Love Is a Many Splendoured Thing – 3:05
9. Dream – 2:42
10. You Always Hurt the One You Love – 2:20
11. Have I Told You Lately That I Love You? – 2:44
12. Let the Rest of the World Go By – 2:55

## Obsazení
- Ringo Starr – zpěv
- orchestr George Martina – instrumentace

## Druhotné interpretace
Píseň Sentimental Journey zahrál český prezident Miloš Zeman (pouze instrumentálně) na přivítanou za účasti čínského prezidenta Si Ťin-pchinga a ruského premiéra Medveděva 5. listopadu 2018 na české piáno Petrof při společné návštěvě české expozice na dovozním veletrhu dovozním veletrhem China International Import Expo (CIIE) v Šanghaji. Podle mluvčího Jiřího Ovčáčka jde o Zemanovu nejoblíbenější píseň. Zpravodajský web IDnes.cz při té příležitosti připomenul, že v roce 2010 Miloš Zeman časopisu Týden řekl, že byl v mládí zázračné dítě ve hře na klavír. Podle iDnes.cz ale není známo, že by někdy před tímto vystoupením své hudební schopnosti předváděl nějakému jinému státníkovi.